# Okenia angelica
Okenia angelica Gosliner & Bertsch, 2004 è un mollusco nudibranchio della famiglia Goniodorididae.

## Distribuzione e habitat
La specie è diffusa sul versante occidentale dell'oceano Pacifico, dalla Baia di San Francisco al Messico, e anche nelle acque del Cile meridionale.